# Hugh P. Taylor
Hugh P. Taylor Jr. (* 27. Dezember 1932 in Holbrook (Arizona); † 26. Oktober 2021) war ein US-amerikanischer Geochemiker.

## Leben und Werk
Taylor wuchs mit seinem Zwillingsbruder in Arizona und ab 1943 in Südkalifornien auf. Er studierte ab 1949 mit einem Stipendium der American Chemical Society am Caltech mit dem Bachelor-Abschluss in Geochemie 1954 (als einer der beiden Ersten mit Hauptabschlüssen in Geochemie vom Caltech) und an der Harvard University mit einem Master-Abschluss in Geologie 1955. Anschließend war er 1955/56 auf einem Forschungsschiff der US Steel Corporation um Eisenerze in Südost-Alaska zu erkunden. Danach ging er wieder an das Caltech, an dem er 1959 in Geochemie bei Samuel Epstein promoviert wurde. Danach wurde er dort Assistant Professor, war ab 1961 anderthalb Jahre Assistant Professor an der Pennsylvania State University und ab 1962 wieder am Caltech, wo er 1964 Associate Professor und 1969 Professor wurde. 1981 wurde er Robert P. Sharp Professor für Geologie. 1987 bis 1995 war er Executive Officer für Geologie am Caltech. 2002 ging er in den Ruhestand.
1981/82 war er Gastprofessor an der Stanford University, war Crosby Gastprofessor am MIT und 1980/81 als Geologe für den US Geological Survey in Saudi-Arabien.
Er gilt als ein führender Experte für stabile Isotope in der Geochemie mit Schwerpunkten bei den Isotopen von Sauerstoff, Wasserstoff, Kohlenstoff und Silizium. Dabei untersuchte er auch stabile Isotope von Meteoriten (von Mars und Vesta) und deren Einschlag-Bildungen (Tektite, Gläser) und vom Mondgestein (Apollo 11, mit Epstein). In terrestrischen Gesteinen untersuchte er granitische und mafische Plutonite (Ursprung der Magmen, Wechselwirkung von Basalten mit Ozeanwasser und Regenwasser,  hydrothermale Zirkulation und damit verbundene Lagerstättenbildung wie bei der Comstock Lode in Nevada, Kontaktmetamorphismus).
1981 wurde Taylor in die National Academy of Sciences gewählt. 1993 erhielt er die Arthur L. Day Medal und 1995 die Urey Medal.

## Schriften (Auswahl)
- mit John W Valley, James R O’Neil (Hrsg.): Stable Isotopes in High Temperature Geological Processes, Reviews in Mineralogy 16, Mineralogical Society of America 1986